# Callidrepana amaura
Callidrepana amaura is een vlinder uit de familie eenstaartjes (Drepanidae). De wetenschappelijke naam van deze soort is voor het eerst geldig gepubliceerd in 1901 door Warren.
De soort komt voor in tropisch Afrika.